# クロスロード (アニメーション作品)
『クロスロード』は、通信教育会社Z会のCMとして作成された新海誠監督の短編アニメーション。
2014年春にZ会の受験生応援CMとして発表・放映された。フルバージョンは120秒で、YouTube上で公開された。さらにその映像を短く編集したものがテレビCMとして放映された。

## ストーリー
受験勉強に励む2人の少年少女。お互いのことをなにも知らない2人の人生が、Z会の通信教育で知らぬ間に交差していく。

## 登場人物
倉橋 海帆（みほ）
声 - 佐倉綾音
離島出身で大学進学を望んでいる。
高村 翔太
声 - 小野賢章
バイトに精を出しつつ受験勉強している。
Z会の先生
声 - 田中正彦

## 主題歌
「クロスロード」
作詞：新海誠、AKI Oxford / 作曲：アイルランド民謡（ロンドンデリーの歌） / 編曲：多田彰文 / 歌手：やなぎなぎ
やなぎなぎのシングル「トコハナ」、アルバム「ポリオミノ」に収録。

## スタッフ
- 監督・脚本・絵コンテ・演出・編集 - 新海誠[1][2]
- キャラクターデザイン・作画監督 - 田中将賀[1][2]
- 美術監督 - 渡邉丞[1][2]
- 色彩設計 - 三木陽子[1][2]
- 音響監督 - 山田陽[1]
- 制作プロデューサー - 伊藤耕一郎
- スペシャルサンクス - 学部問吉（Z会）[1]
- アニメーション制作協力 - アンサー・スタジオ[1]
- アニメーション制作 - コミックス・ウェーブ・フィルム[1]
- 製作 - 株式会社Z会

## ノベライズ
ノベライズ作品『クロスロード in their cases』（著：桐山なると / 原作：新海誠）が、2014年9月に発売された。

## 韓国の政党による盗用
2018年8月27日にYoutubeに公開された韓国の革新系政党の正義党の広報アニメ動画が「クロスロード」の複数のシーンと酷似していたことから、この広報動画がクロスロードの各シーンをほぼ丸写ししたトレーシングにより制作された疑惑が韓国国内でもちあがった。この騒動を受けて広報動画は同月29日に削除され、同月30日に正義党が報道発表にてトレーシングを行って盗用した事を認め、知的財産を侵害したことで新海誠とファンに迷惑をかけたとして公式に謝罪した。